# Manfred Rommel
Manfred Rommel, CBE (24. prosince 1928, Stuttgart – 7. listopadu 2013, Stuttgart) byl německý politik CDU a bývalý primátor Stuttgartu v letech 1974–1996. Šlo o jednoho z nejpopulárnějších politiků CDU.

## Životopis
Rommel se narodil ve Stuttgartu, jako jediný syn polního maršála Erwina Rommela a Lucie Marie Mollin. Ve 14 letech vstoupil do Luftwaffe, kde sloužil u protiletecké baterie. Později uvažoval, že by vstoupil do Waffen SS, ale jeho otec s tímto nesouhlasil. Poté, co byl jeho otec přinucen spáchat sebevraždu v důsledku spoluviny na atentátu na Hitlera, opustil (dezertoval [zdroj?]) z Wehrmachtu a vzdal se První francouzské armádě generála de Lattre de Tassigny.
Rommel spolupracoval s Basil Liddell Hartem na publikaci The Rommel Papers (Romelovy listy), sbírce diářů, dopisů a poznámek, které jeho otec napsal během vojenských akcí, nebo po nich. V roce 1947 absolvoval maturitu v Biberach an der Riß a pokračoval ve studiu práva na Eberhard Karls Universität v Tübingenu. V roce 1956 začal svou kariéru, když se stal vysokým úředníkem a později státním tajemníkem v spolkové vládě Bádenska-Württemberska. V roce 1959 se stal referentem ministra vnitra a v roce 1971 přešel na ministerstvo financí, kde se stal státním sekretářem.
V roce 1974 nahradil Arnulfa Kletta ve funkci primátora Stuttgartu, když získal 58,5 % hlasů v druhém kole volby a porazil Petera Conradiho z SPD. Znovuzvolen byl v roce 1982 po prvním kole voleb (69,8 % hlasů) a v roce 1990 (71,7 % hlasů). Ve funkci primátora se proslavil také úsilím zajistit teroristům z Frakce Rudé armády, kteří spáchali sebevraždu v Stammheimské věznici, řádný pohřeb, navzdory tomu, že by se hroby mohly stát poutními místy pro radikální příznivce levice.
V době, kdy byl primátorem, stal se přítelem amerického generála George Pattona IV., jež je synem George S. Pattona, který byl protivníkem Manfredova otce Erwina. Generál Patton byl v té době přidělen na blízké velitelství americké armády. Kromě vztahů mezi oběma otci je pojilo taktéž to, že se oba dva narodili 24. prosince. Manfred byl také téměř 30 let přítelem Davida Montgomeryho , syna dalšího významného protivníka svého otce polního maršála Bernarda Law Montgomeryho.
V roce 1996 při slavnosti ve Württemberském státním divadle Manfred Rommel obdržel nejvyšší německé civilní vyznamenání, Bundesverdienstkreuz. Ve svém projevu Helmut Kohl kladl důraz na dobré vztahy, které byly vytvořeny a udržovány mezi Francií a Německem v době, kdy byl Rommel primátorem Stuttgartu. Několik dnů poté, co Rommel obdržel Bundesverdienstkreuz, mu město Stuttgart udělilo čestné občanství.
Po svém odchodu z politiky v roce 1996 byl Rommel stále žádaný jako autor a dobrý řečník, navzdory tomu, že trpěl Parkinsonovou chorobou. Napsal rozličné politické a zábavné knihy. Byl znám svým realistickým a mnohdy veselým vyprávněním a citacemi. Příležitostně přispíval články pro Stuttgarter Zeitung. Měl dceru Catherine.
Po úmrtí v listopadu 2013 navrhli místní stuttgartští politici přejmenování letiště ve Stuttgartu na jeho počest. Návrh způsobil zjitřenou veřejnou debatu i vzhledem k nacistické minulosti jeho otce. Od července 2014 pak došlo k přejmenování letiště na oficiální název „Flughafen Stuttgart – Manfred Rommel Flughafen“.

## Ocenění
Manfred Rommel považoval počet svých ocenění za nekonečný a dělal si legraci, že na jeho hrobě bude muset být napsáno i „Prosím otočte!“). Konkrétně napsal „Die Zahl der Titel will nicht enden. Am Grabstein stehet: bitte wenden!“